# عقد 240
عقد 240 هو عقد امتد بين 1 يناير 240 و31 ديسمبر 249 بحسب التقويم الميلادي. سبقه عقد 230 ولحقه عقد 250.

## أحداث
- حادثة مقابر غاو بينغ (249)

## مواليد
- سون ليانغ (243)
- ديوكلتيانوس (244)

## وفيات
- هشام بن عمار (245)
- غورديان الثالث (244)
- فيليب العربي (249)
- ياراكلاس (247)
- أبولونيا (249)
- أمونيوس السقاص (242)
- فيليب الثاني (249)
- أردشير الأول (242)

## كتب
- Yves Denis Papin (1998). Chronologie de l'histoire ancienne. Lieu de publication non identifié: Éditions Jean-paul Gisserot. ISBN:2-87747-346-5. OCLC:40746926. مؤرشف من الأصل في 2022-03-16.
- موسوعة حضارة العالم (2002) لأحمد محمد عوف.

## روابط خارجية
- تصفح سنة بسنة عقد 240 على موقع onthisday.com
- تصفح سنة بسنة عقد 240 ابتداءً من سنة عقد 240 على موقع المكتبة الوطنية الفرنسية